# Pavel Dvořák
Pavel Dvořák (19 febbraio 1989) è un calciatore ceco, attaccante del Vysoké Mýto.

## Carriera

### Club
Ha giocato nella prima divisione ceca.

### Nazionale
Ha giocato nelle nazionali giovanili ceche Under-18 ed Under-19.

## Palmarès

### Club

#### Competizioni nazionali
- Fotbalová národní liga: 1

Hradec Králové: 2009-2010